# Сіявашан (дегестан)
Сіявашан (перс. سياوشان) — дегестан в Ірані, в Центральному бахші, в шагрестані Аштіан остану Марказі. За даними перепису 2006 року, його населення становило 2610 осіб, які проживали у складі 826 сімей.

## Населені пункти
До складу дегестану входять такі населені пункти:
- Дастджерде
- Джафарабад
- Наджафабад
- Новде
- Нурабад
- Сіявашан
- Фейзабад
- Чешме-є Аллахверді